# Pangani
Pangani er en by i den østlige del af Tanzania, med et indbyggertal på cirka 8.000. Byen er hovedstad i et distrikt af samme navn og ligger ved kysten til det Indiske Ocean.